# لوسیون

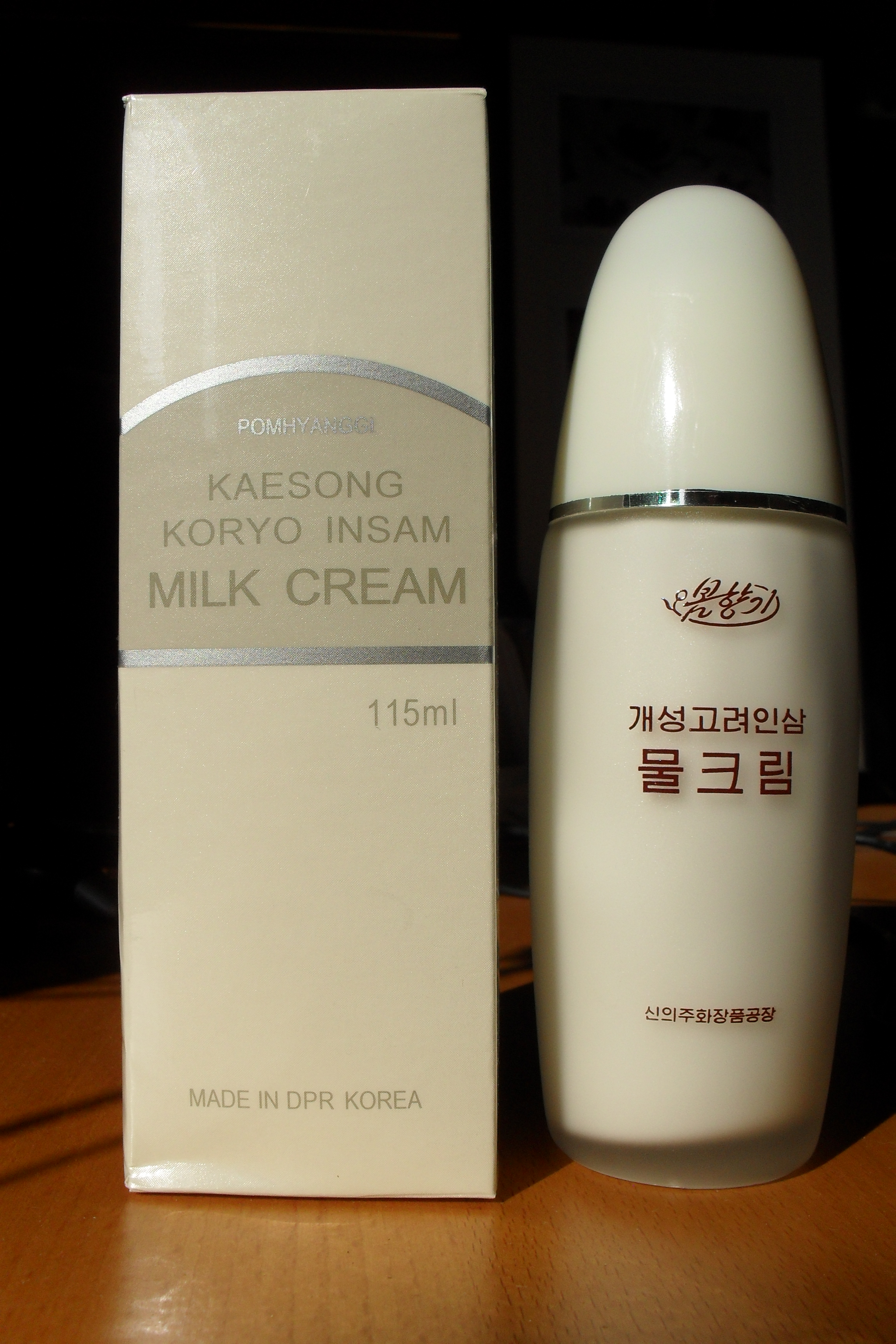
لوسیون دست جینسنگ ساخت کره شمالی

لوسیون (به فرانسوی: lotion) یا شویه نوعی مرهم موضعی است که برای استفاده روی پوست تهیه می‌شود.
لوسیون بدن گونه‌ای پماد‌ موضعی است که برای مراقبت از پوست و برای جلوگیری از خشکی یا حساسیت پوست استفاده می‌شود. لوسیون نسبت به کرم و ژل، گرانروی کمتری دارد و برخلاف بالم، بر روی پوست مالیده می‌شود تا اصطکاک را از بین ببرد. اصلی‌ترین کار لوسیون آب‌رسانی و حفظ رطوبت و شادابی پوست است. 
متخصصین پوست ممکن است لوسیون‌هایی را برای درمان یا پیشگیری از بیماری‌های پوستی تجویز کنند.
لوسیون بدن از ترکیبات کرودامول، روغن مورینگا، ویتامین C، ویتامین E و اولئونیک‌اسید ساخته می‌شوند. به تعبیر دیگر لوسیون‌ها حاوی روغن‌های روان‌کننده هستند و این روغن‌ها مانع ایجاد اصطکاک روی سطح پوست می‌شود.